# San Lorenzo Maggiore
San Lorenzo Maggiore est une commune de la province de Bénévent dans la région Campanie en Italie.

## Administration
| Période                                  | Période  | Identité      | Étiquette       | Qualité |
| ---------------------------------------- | -------- | ------------- | --------------- | ------- |
| 5 avril 2005                             | En cours | Angelo Fasulo | Centro-Sinistra |         |
| Les données manquantes sont à compléter. |          |               |                 |         |

### Communes limitrophes
Guardia Sanframondi, Paupisi, Ponte, San Lupo, Vitulano